# Franz Pichler (Systemtheoretiker)

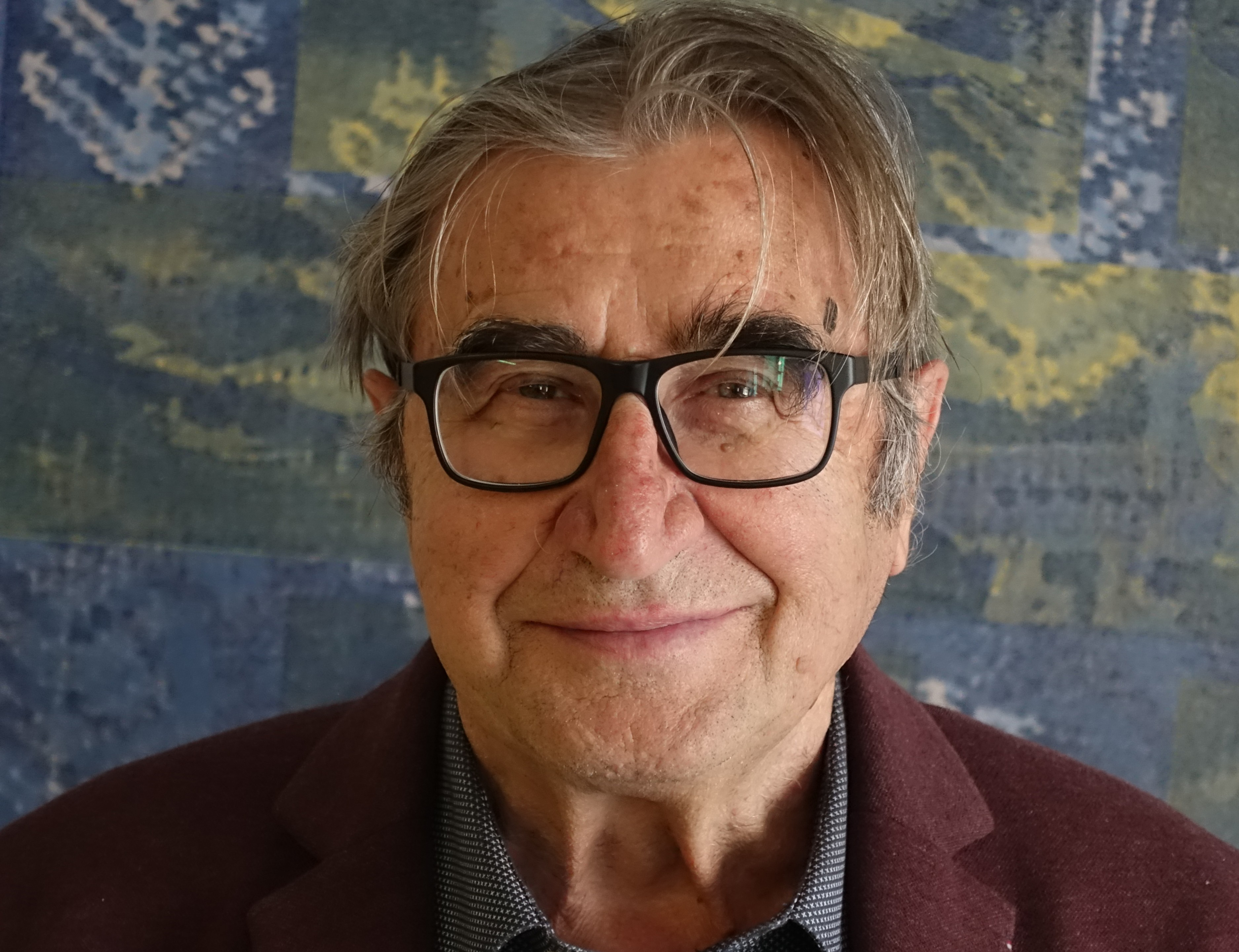
Franz Pichler (2017)

Franz Pichler (* 23. Juli 1936 in Thalgau) ist österreichischer Systemtheoretiker und Mathematiker. Er war bis zu seiner Emeritierung im Jahr 2004 Professor für Systemtheorie im Fachbereich Informatik der Johannes Kepler Universität Linz.

## Karriere
Pichler erlernte 1950–1954 den Beruf des Fernmeldemonteurs an der Fernmeldemonteurschule Graz. Anschließend war er bis 1967 als Fernmeldetechniker an den Fernmeldebetriebsämtern Salzburg und Innsbruck tätig. Als Externist legte er 1961 die Matura am Realgymnasium Salzburg ab.
Von 1962 bis 1967 studierte er an der Universität Innsbruck Mathematik und Physik. Sein Doktorat schloss er 1967 mit einer Arbeit zur Theorie der Walsh-Fouriertransformation ab. Anschließend war er Universitätsassistent an der Lehrkanzel für Mathematische Ökonomie. 1968 wechselte er an die Hochschule für Sozial- und Wirtschaftswissenschaften in Linz (heute Johannes Kepler Universität Linz), an den Lehrstuhl für Angewandte Mathematik unter Professor Hans Knapp.
Es folgten Gastaufenthalte an der University of Maryland, College Park und am National Physical Laboratory in England. 1972 habilitierte er sich im Fach Angewandte Mathematik und Mathematische Systemtheorie. Bereits im folgenden Jahr, 1973, wurde er zum Professor für Systemtheorie an der Johannes Kepler Universität berufen. In den Jahren 1975/76 und 1982/83 wurde er auf eine Gastprofessur an die State University of New York at Binghamton und 1992/93 an die Universidad de Las Palmas eingeladen. Im Rahmen seiner Professur lagen seine Forschungsschwerpunkte auf dem Gebiet der Walsh-Funktionen, der Mathematischen Systemtheorie und der Kryptographie.
Er wurde mit Wirkung zum 1. Oktober 2004 emeritiert.

### Geschichte der Naturwissenschaften und der Technik
Neben seinem eigentlichen Fachgebiet interessiert sich Franz Pichler insbesondere für die Geschichte der Informationstechnik und der Elektrizität. Er veröffentlichte mehrere Publikationen zu diesem Thema (als Autor oder als Herausgeber) und gestaltete mehrere Ausstellungen (unter anderem für das Strommuseum Ybbs an der Donau, das Museum in der Universität an der JKU Linz und das Virtuelle Museum für Informationstechnologie). Er legte Sammlungen wie das Reale Museum für Informationstechnologie an der JKU Linz an.

## Mitgliedschaften
- Auswärtiges Mitglied der Akademie der Wissenschaften der DDR (1990 ruhend gestellt)
- Auswärtiges Mitglied der Akademie der Wissenschaften der Kanarischen Inseln
- Mitglied der Kommission für Geschichte der Naturwissenschaften, Mathematik und Medizin an der Österreichischen Akademie der Wissenschaften
- Mitglied des Vorstandes der Österreichischen Gesellschaft für Informatikgeschichte (ÖGIG)
- Mitglied der Antique Wireless Association USA (seit 1982)
- Mitglied der Tube Collector Association USA (seit 2005)

## Publikationen
- Pichler: Mathematische Systemtheorie, Dynamische Konstruktionen, De Gruyter Lehrbuch, Berlin-New York, Walter de Gruyter, 1975, ISBN 3-11-003909-5
- Pichler, Schwärtzel: CAST – Computerunterstützte Systemtheorie. Aufbau und Anwendung von Systemtheorie-Methodenbanken, Springer, 1990, ISBN 3-540-51507-0
- Pichler, Schwärtzel: CAST – Methods in Modelling, Springer, 1992, ISBN 3-540-55405-X
- Pichler: Das Entstehen der Radio-Amateurbewegung in Österreich, Puchenau bei Linz 2007 (online)
- Pichler, Pohl (Hrsg.): Schriftenreihe Geschichte der Naturwissenschaften und der Technik, Trauner Verlag
  - Band 7: Franz Pichler: Robert von Lieben-100 Jahre Patent Kathodenstrahlenrelais, 2006, ISBN 3854879431
  - Band 12: Franz Pichler: Elektrisches Schreiben in die Ferne : die Telegraphie in Österreich ; technische Entwicklung 1846 - 1906, 2007, ISBN 978-3-85499-204-2
  - Band 14: Franz Pichler: Von der Knatterfunken-Telegraphie zum Radio-Broadcasting : Entwicklung der Funk- und Radiotechnik in Österreich 1898 - 1928, 2008, ISBN 978-3-85499-414-5
  - Band 20: Franz Pichler: Aufsätze zur Geschichte der Informationstechnik: Telegraphie, Fernsehen, Elektronik, Signalverarbeitung, 2010, ISBN 978-3-85499-839-6
  - Band 21: Franz Pichler: Mobile Kommunikation per funk: Von Heinrich Hertz zum Handy Netz des Mobilfunks. Zur Ausstellung „CAR CULTURE–Medien der Mobilität“ am ZKM Karlsruhe 2011/2012, 2011, ISBN 978-3-85499-947-8
  - Band 33: Franz Pichler: Telegraphie durch die Meere: Errichtung und Betrieb der Seekabelnetze im 19. Jahrhundert, 2018, ISBN 978-3-99062-251-3